# Giovani ribelli - Kill Your Darlings
Giovani ribelli - Kill Your Darlings (Kill Your Darlings) è un film del 2013 diretto da John Krokidas.
Il film narra la vicenda attorno all'omicidio di David Eames Kammerer, avvenuto per mano di Lucien Carr IV la notte precedente il 14 agosto 1944, nel Riverside Park dell'Upper West Side di New York. Il film si ispira - seppur in versione romanzata e cambiando i nomi ai protagonisti - al libro E gli ippopotami si sono lessati nelle loro vasche, scritto da Jack Kerouac e William S. Burroughs nel 1945, circa un decennio prima che gli stessi autori divenissero celebri quali capiscuola della beat generation.

## Trama
Il film, ambientato tra il 1943 e il 1945, racconta dell'omicidio di David Kammerer da parte di Lucien Carr e di come questo coinvolga tre grandi poeti della Beat Generation: Allen Ginsberg, Jack Kerouac e William S. Burroughs.
Nel 1940 il poeta Ginsberg ottiene un posto presso la Columbia di New York. Arriva come matricola inesperta, ma si imbatte ben presto in Carr, un ragazzo che va contro le regole stabilite ed è piuttosto trasgressivo. Dopo un po', Ginsberg scopre che Carr riesce a stare alla Columbia solo grazie a un insegnante più grande, David Kammerer, che scrive tutte le tesine per lui, e che prova qualcosa per lui. Sembra che Kammerer sia ancora innamorato di Carr, ma Carr ora semplicemente lo usa.
Compagni di Ginsberg nel dipartimento di inglese sono lo scrittore ribelle William S. Burroughs, già avviato alla sperimentazione con le droghe, e Jack Kerouac, che al tempo era un marinaio. Ginsberg passa con loro diverso tempo e partecipa a varie avventure estreme in questo gruppo straordinario di persone. Carr alla fine dice che Kammerer ha chiuso con lui e recluta Ginsberg (che ha una cotta per lui) perché scriva le sue tesine. I due si baciano una notte mentre sono ubriachi. Dopo un po', Kerouac e Carr tentano di scappare per arruolarsi in marina mercantile insieme, sperando di andare a Parigi.
C'è un confronto tra Carr e Kammerer, durante il quale Kammerer viene ucciso a coltellate (o forse per annegamento, visto che poi lo spinge nell'Hudson River). Carr viene arrestato e chiede a Ginsberg di scrivergli una difesa. Ginsberg in un primo momento è riluttante ad aiutare l'instabile Carr ma, dopo aver indagato su Kammerer e il loro rapporto passato, scrive un pezzo dal titolo La notte in questione dove descrive gli eventi in modo romantico: Carr ha ucciso Kammerer dopo essere stato minacciato con il coltello, poiché aveva troncato definitivamente con lui ogni rapporto amoroso. Carr rifiuta la versione di Ginsberg poiché determinato a non rivelare a nessuno la verità su quanto realmente accaduto, per paura che gli si ritorca contro al processo.
Apprendiamo dalla madre di Carr che Kammerer sedusse il figlio quando era molto più giovane e viveva a Chicago. Dopo il processo scopriamo che Carr ha testimoniato che l'aggressione ha avuto luogo solo perché Kammerer era un predatore sessuale, ucciso per legittima difesa. Carr non è condannato per omicidio e riceve solo una breve ammenda dal giudice.
Ginsberg presenta La notte in questione come propria tesi di laurea. A causa di ciò, Ginsberg si trova ad affrontare la possibile espulsione dalla Columbia ma decide ugualmente di proseguire con la stesura della tesi, venendo per questo espulso. Una settimana dopo riceve una lettera di incoraggiamento dal suo professore che gli dice di proseguire con la scrittura.

## Distribuzione
Il primo trailer del film è stato diffuso online il 30 agosto 2013.
In Italia il film è stato presentato nella sezione "Giornate degli Autori" della Mostra del Cinema di Venezia, per essere poi distribuito il 17 ottobre 2013, mentre nelle sale statunitensi è stato distribuito il giorno successivo.

## Accoglienza
La prima del film si è tenuta nel gennaio 2013 al Sundance Film Festival, ottenendo delle reazioni positive da parte del pubblico.
Damon Wise del The Guardian ha definito la pellicola come un «labirinto morale intellettuale», una storia perfetta per il suo tempo che continua ancora a risuonare a tutt'oggi.
Justin Chang di Variety ha descritto le caratteristiche del film nel seguente modo: «esibizioni qualificate, riprese oscuramente poetiche e una vivida raffigurazione dell'ambiente dell'accademia negli anni quaranta».

## Riconoscimenti
- Palm Springs International Film Festival (2013)
  - Directors to Watch
- Sundance Film Festival (2013)
  - Nomination Grand Jury Prize